# 島根運輸支局
島根運輸支局（しまねうんゆしきょく）は、国土交通省の46都道府県にある運輸支局のひとつ。中国運輸局管内。
自動車登録関係等の陸運部門と船員手帳の交付や船員失業保険の申請等を行う海事部門が同一の所在地にある。

## 所在地
馬潟統合庁舎（陸運部門・海事部門担当）
島根県松江市馬潟町43-3

### アクセス
- 山陰本線（JR西日本）松江駅から松江市バス竹矢行きで「手間」下車すぐ

## 管轄区域
陸運部門
島根県全域。ここで交付される自動車のナンバープレートは以下のご当地ナンバー対象地域を除き「島根」ナンバーになる。
- 「出雲」ナンバー対象地域：出雲市、仁多郡、飯石郡

海事部門
島根県全域。

## 備考
- 1963年（昭和38年）まで、当所（旧・島根県陸運事務所）で交付されていたナンバープレートは「島」ナンバーではなく「嶋」ナンバーであった。島根県内の地名で用いられていない「嶋」の字をわざわざ用いたのは、隣県の鳥取県で交付されていたナンバープレート（鳥取県陸運事務所、現在の鳥取運輸支局が交付）が「鳥」ナンバーであり、混同を避けるためとされていた。